# Ligier JS27
Ligier JS27 je Ligierov dirkalnik Formule 1, ki je bil v uporabi v sezoni 1986, ko so z njim dirkali Francozi René Arnoux, Jacques Laffite in Philippe Alliot.
JS27 je evolucija svojega predhodnika JS25 z manjšim rezervoarjem za gorivo in spremenjeno aerodinamiko. Bil je tudi lažnji, Renaultovi motorji pa so bili tudi bolj učinkovito integrirani v dirkalnik, čeprav je Lotus dobival nekoli boljšo različico motorjev, med sezono pa jih Renault tudi ni razvijal.

## Izgradnja
Tri šasije JS27 so bile pripravljene do prve dirke sezone 1968 za Veliko nagrado Brazilije, še nadaljnje dve pa med sezono. Šasija 04 je bila pripravljena do dirke za Veliko nagrado Belgije, šasija 05 pa do dirke za Veliko nagrado Kanade. Šasijo 01 so odpisali po tem, ko jo je močno poškodoval Jacques Laffite v hudem trčenju na dirki za Veliko nagrado Velike Britanije, zaradi katere je moral predčasno končati svojo kariero. 

## Dirkaška Zgodovina
Z Ligierom JS27 sta prvotno dirkala Francoza Laffite in René Arnoux. Oba sta veljala kot hitra in izkušena dirkača, toda pred sezono so se pojavili dvomi zaradi njune starosti in znanja nastavljanja dirkalnika. Še posebej Arnoux, ki je večino sezone 1985 izpustil po tem, ko ga je odpustil Ferrari, Laffite pa je bil sploh najstarejši dirkač v Formuli 1.
JS27 je bil že od začetka sezone konkurenčen, kar sta dirkača izkoristila s številnimi uvrstitvami med dobitnike točk, Laffite je dosegel tudi dve uvrstitvi na stopničke. Še posebej konkurenčna sta bila dirkača na dirki za Veliko nagrado vzhodnih ZDA, kjer je Laffite celo vodil, toda končal kot tretji, Arnoux pa je do odstopa zaradi trčenja držal drugo mesto. Do dirke za Veliko nagrado Velike Britanije je bil Ligier četrti v konstruktorskem prvenstvu, pred njim so bili le Williams, McLaren in Lotus, tako da so bili tudi pred Ferrarijem.
Toda na tej dirki se je zgodil pomemben preobrat, kajti Laffite je bil udeležen v trčenju v prvem krogu dirke, pri čemer je utrpel hude poškodbe nog, tako da je končal svojo kariero. Ta nesreča je pomenila tudi zadnjo dirko za dirkališče Brands Hatch v Formuli 1 in sprožila nova pravila za povečanje varnosti za sezono 1986, najbolj očitna sprememba je bila postavitev nog dirkača za sprednjo osjo dirkalnika.
Zaradi Laffitove nesreče je morala v moštvu Ligier padla, zaradi česar se niso več tako posvečali razvoju dirkalnika. Arnoux in nadomestni dirkač Philippe Alliot sta skupaj na zadnjih šestih dirkah sezone dosegla le eno uvrstitev med dobitnike točk, tako da je moštvo osvojilo peto mesto v konstruktorskem prvenstvu, še vedno pa so bili najboljše moštvo s Pirellijevimi pnevmatikami.
JS27 je bil eden zadnjih konkurenčnih dirkalnikov s strani Ligiera, kajti od naslednje sezone 1987 pa vse do sezone 1993 so bili eno slabših moštev. JS27 je bila tudi zadnja šasija Ligiera, ki je na dirki vodila, do zmage Oliviera Panisa na dirki za Veliko nagrado Monaka v sezone 1996.

## Popolni rezultati Formule 1
(legenda)
| Leto | Moštvo | Motor            | Gume | Dirkači         | 1   | 2   | 3   | 4   | 5   | 6   | 7    | 8   | 9   | 10  | 11  | 12  | 13  | 14  | 15  | 16  | Toč | Prv |
| ---- | ------ | ---------------- | ---- | --------------- | --- | --- | --- | --- | --- | --- | ---- | --- | --- | --- | --- | --- | --- | --- | --- | --- | --- | --- |
| 1986 | Ligier | Renault V6 (t/c) | P    |                 | BRA | ŠPA | SMR | MON | BEL | KAN | VZDA | FRA | VB  | NEM | MAD | AVT | ITA | POR | MEH | AVS | 29  | 5.  |
| 1986 | Ligier | Renault V6 (t/c) | P    | René Arnoux     | 4   | Ret | Ret | 5   | Ret | 6   | Ret  | 5   | 4   | 4   | Ret | 10  | Ret | 7   | 15  | 7   | 29  | 5.  |
| 1986 | Ligier | Renault V6 (t/c) | P    | Jacques Laffite | 3   | Ret | Ret | 6   | 5   | 7   | 2    | 6   | Ret | Inj | Inj | Inj | Inj | Inj | Inj | Inj | 29  | 5.  |
| 1986 | Ligier | Renault V6 (t/c) | P    | Philippe Alliot |     |     |     |     |     |     |      |     |     | Ret | 9   | Ret | Ret | Ret | 6   | 8   | 29  | 5.  |